# Chiselet
Chiselet là một xã thuộc hạt Călărași, România. Dân số thời điểm năm 2002 là 3583 người.